# Рене Ендерс
Рене Ендерс  (нім. René Enders, 13 лютого 1987) — німецький велогонщик, олімпійський медаліст.

## Виступи на Олімпіадах
| Олімпіада   | Дисципліна       | Місце |
| ----------- | ---------------- | ----- |
| Пекін 2008  | командний спринт | 3     |
| Лондон 2012 | командний спринт | 3     |
| Ріо 2016    | командний спринт | 5     |